# جستين كوبس
جستين كوبس (بالإنجليزية: Justin Cobbs)‏ مواليد 16 مارس 1991 في لوس أنجلوس، هو لاعب كرة سلة أمريكي. بدأ مسيرته الاحترافية في سنة 2014. يلعب مع بي سي إم جرافيلين في الدوري الفرنسي لكرة السلة الدرجة الأولى كلاعب هجوم خلفي. يحمل الرقم 1. يبلغ طوله 6 قدم 3 بوصة (1.9 م).

## المسيرة الاحترافية
لعب مع في إي إف ريغا في سنة 2014، ثم لعب مع سكايلاينرز فرانكفورت في الدوري الألماني في موسم 2014–2015، ثم لعب مع بايرن ميونخ لكرة السلة في موسم 2015–2016، ثم لعب مع بي سي إم جرافيلين في الدوري الفرنسي في سنة 2016.

## روابط خارجية
- جستين كوبس على موقع الدوري الأوروبي لكرة السلة (الإنجليزية)
- جستين كوبس على موقع كرة السلة الأوروبية.كوم (الإنجليزية)
- جستين كوبس على موقع DraftExpress.com (الإنجليزية)
- جستين كوبس على موقع إي إس بي إن.كوم (الإنجليزية)
- جستين كوبس على موقع كلية كرة السلة في سبورتس رفرنس.كوم (الإنجليزية)
- جستين كوبس على موقع ريلجم (الإنجليزية)
- جستين كوبس على موقع بروبوليرز (الإنجليزية)
- جستين كوبس على موقع سبورتس رفرنس (الإنجليزية)